# Hidrogén
A hidrogén (régies, magyarosított elnevezése köneny vagy gyulany, latinul: hydrogenium) a periódusos rendszer első kémiai eleme. Vegyjele H, rendszáma 1. A hidrogén a legkönnyebb elem, relatív atomtömege 1,00784–1,00811 u, egyatomos formájában (H1) a leggyakoribb elem, a világegyetem barion-tömegének mintegy 75%-a. A fősorozatbeli csillagok nagyrészt plazma halmazállapotú hidrogénből állnak, amit apránként héliummá alakítanak át – magfúziós folyamatok segítségével. A többi kozmikus testre általánosan igaz, hogy minél nagyobb, annál több benne a hidrogén: mivel a kisebb égitestek gravitációs mezeje az igen könnyű hidrogéngázt nem képes légkörében huzamosan megtartani.
Szabványos nyomáson és hőmérsékleten színtelen, szagtalan, íztelen, nem mérgező, nem fémes, egy vegyértékű, igen gyúlékony kétatomos gáz, kémiai képlete H2. A világűrben előforduló, egyatomos hidrogén a Földön ritka, mert a hidrogén a legtöbb elemmel könnyen képez kovalens vegyületeket; ekként jelen van a vízmolekulában és a legtöbb szerves vegyületben is. Különösen fontos szerepet játszik a sav-bázis reakciókban, az oldható molekulák közötti protonátadásban.
Ionos vegyületeiben lehet negatív töltésű (a hidridion másik neve hidrid, jele H−), vagy lehet pozitív töltésű (jele H+). Ez utóbbi kation elméletben csak egy csupasz proton, ám a valóságban az ionos vegyületekben a hidrogénkationok komplexeket alkotnak.
A hidrogén leggyakoribb izotópja a prócium (ritkán használt név, jele 1H), atommagja egyetlen protonból és nulla neutronból áll. Mint a legegyszerűbb ismert atom, nagy elméleti jelentőséggel is bír. Így például, mivel ez az egyetlen olyan semleges elem, amelyre a Schrödinger-egyenlet analitikus eredményt ad, energetikájának és kötéseinek tanulmányozása kulcsszerepet játszott a kvantummechanika kidolgozásában.
A hidrogéngázt mesterségesen először a 16. század elején állították elő fémek és erős savak összekeverésével. 1766–81 között elsőként Henry Cavendish ismerte fel, hogy a hidrogéngáz egy diszkrét anyag, aminek égésekor víz keletkezik. Erről a tulajdonságáról kapta később a nevét: görögül a υδρογόνο „vízképzőt” jelent.
Az iparban nagyrészt földgáz és vízgőz reakciójával állítják elő, kisebb mértékben nagyobb energiaigényű hidrogéntermelő módszerekkel, mint amilyen a víz elektrolízise. A legtöbb hidrogént a termelés helyéhez közel használják fel. Két legnagyobb felhasználási területe a fosszilis tüzelőanyagok feldolgozása (pl.: hidrokrakkolás) és az ammóniagyártás, elsősorban a műtrágyákhoz.
A hidrogén nagyon jól oldódik egyes fémekben (pl.: palládiumban, platinában, nikkelben); mindemellett metallurgiai szempontból kedvezőtlen hatása, hogy sok fémet rideggé és törékennyé tesz; ezzel megbonyolítja – többek között – a csővezetékek és tartályok tervezését.

## Tulajdonságai

### Égése

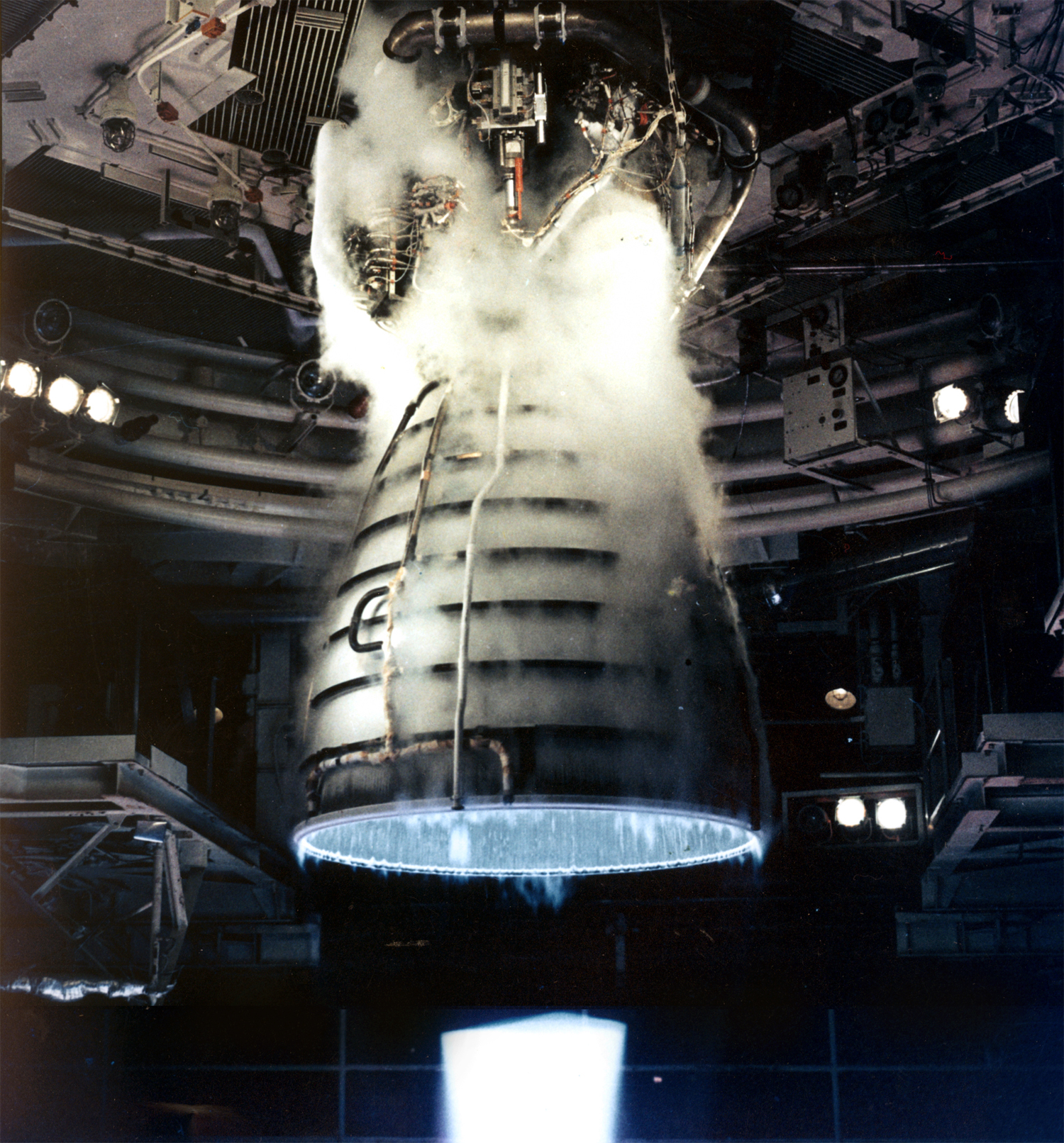
A Space Shuttle fő hajtóműve hidrogént éget el tiszta oxigénnel. Teljes tolóerőnél a láng szinte láthatatlan

A hidrogéngáz (vagy dihidrogén) igen gyúlékony, levegővel keveredve nagyon széles tartományban, 4–75 térfogatszázalékos koncentrációhatárok között képes égni. A hidrogén égésekor felszabaduló entalpia −286 kJ/mol.
{\displaystyle \mathrm {2\ H_{2}\left(g\right)\ +\ O_{2}\left(g\right)\ {\xrightarrow {-572\ kJ}}\ 2\ H_{2}O\left(f\right)} }
A hidrogéngáz és oxigéngáz keverékét durranógáznak nevezik, mert kémcsőben meggyújtva durranó hang kíséretében felrobban. A tiszta hidrogén csendesen ég. A hidrogéngáz a levegővel 4–74%-os koncentrációban, klórral 5–95%-os koncentrációban robbanóelegyet képez. Ezen gázelegyek szikra, hő vagy napfény hatására felrobbanhatnak. A hidrogén öngyulladási hőmérséklete (az a hőmérséklet, melyen levegőben spontán meggyullad) 500 °C. A tiszta hidrogén-oxigén lángok ultraibolya fényt bocsátanak ki, és szabad szemmel szinte láthatatlanok, ahogy azt a bal oldali ábra is illusztrálja. Az égő hidrogén-szivárgások nagyon veszélyesek lehetnek, észlelésük lángdetektorral történhet. A Hindenburg léghajó megsemmisülése hírhedt példája a hidrogén égésének, habár a baleset oka máig vitatott. A hidrogén más körülmények között a szénhidrogénekre emlékeztető kékes lánggal ég, a balesetről készült képeken látható narancssárga lángokat főként a hajótestet, illetve a borítást alkotó szénvegyületek égése okozta. Mivel a hidrogén könnyebb a levegőnél, a hidrogénlángok általában gyorsan emelkednek és kevesebb kárt okoznak, mint a szénhidrogén tüzek. A Hindenburg léghajó utasainak kétharmada túlélte a balesetet, számos haláleset a tűz helyett a zuhanás illetve az égő dízel üzemanyag miatt következett be.
A H2 minden oxidálószerrel reagál. Szobahőmérsékleten a hidrogén spontán és hevesen reagálhat a klórral és a fluorral a megfelelő hidrogén-halogenid – hidrogén-klorid és a hidrogén-fluorid – keletkezése közben, amelyek egyben potenciálisan veszélyes savak.

### Kémiai tulajdonságai
A hidrogén jó redukálószer. Például vas(II)-szulfiddal is reagál, közben kénhidrogén keletkezik és vas. A hidrogénion, a H+ a savion.

### Elektron-energiaszintje

A hidrogénatom ábrázolása, mutatva a központi proton és az atomi átmérő méretét, mely utóbbi körülbelül kétszerese a Bohr modell sugarának (a kép nem méretarányos)

A hidrogénatomban lévő alapállapotú elektron energiaszintje −13,6 eV, amely nagyjából egy 92 nm hullámhosszúságú ultraibolya fotonnak felel meg.
A hidrogén energiaszintjei meglehetősen pontosan kiszámíthatók a Bohr-féle atommodell alapján, amelynek felfogása szerint az elektron a proton körül „kering”, a Föld Nap körüli keringéséhez hasonlóan. Azonban míg a bolygók és az égitestek egymás közötti vonzását a gravitáció okozza, az elektronok és a protonok között az elektromágneses erő hat. A kvantummechanika fejlődésének kezdetén Bohr posztulálta, hogy a perdület csak diszkrét értékeket vehet fel, így a Bohr-modell elektronjai a protontól csak bizonyos megengedett távolságra helyezkedhetnek el, és ezért csak bizonyos megengedett energiájúak lehetnek.
A hidrogénatom még pontosabb leírása tisztán a kvantummechanikából származik, amely a Schrödinger-egyenletet vagy a Feynman útintegrál formulát használja a proton körüli elektron valószínűségi sűrűségfüggvényének kiszámításához. A legbonyolultabb modellek a speciális relativitáselmélet és a vákuumpolarizáció kis hatásait is magukban foglalják. A kvantummechanikai felfogásban az alapállapotú hidrogénatom elektronjának egyáltalán nincs perdülete – ez szemlélteti, mennyire eltér a „bolygóként keringő” elektron képe a valóságtól.

### Elemi molekulaformái

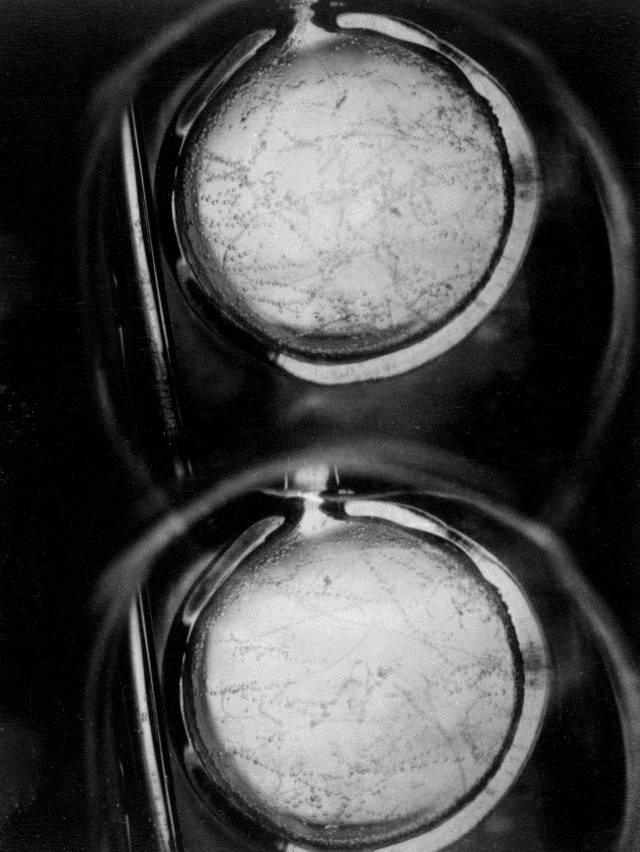
Az első nyomok a folyékony hidrogénben, a Bevatron buborékkamrájában

A hidrogén kétatomos molekulájának két különböző magspinizomerje létezik, amelyek az atommagok relatív spinjében térnek el. Az ortohidrogénben a két proton spinje azonos irányú, és triplett állapotot alkot, az eredő magspinmomentum: 1 (½ + ½). A parahidrogénben a protonok spinjei ellentétes irányúak, és szingulett állapotot alkotnak, az eredő magspinmomentum: 0 (½ − ½). Standard hőmérsékleten és nyomáson a hidrogéngáz körülbelül 25% para- és 75% ortohidrogénből áll, melyet normál hidrogénnek is neveznek. Az ortohidrogén és a parahidrogén egyensúlyi aránya függ a hőmérséklettől, de mivel az orto forma egy gerjesztett állapot, és emiatt nagyobb energiájú a para formához képest, ezért instabil, és nem lehet tisztán előállítani. Nagyon alacsony hőmérsékleten az egyensúlyi állapot szinte kizárólag a para formából áll. A tiszta parahidrogén folyadék- és gázfázisainak termikus tulajdonságai – a rotációs hőkapacitásaik különbözősége miatt – jelentősen eltérnek a normál formáétól. Az orto/para megkülönböztetés más hidrogéntartalmú molekulákban vagy funkciós csoportokban is előfordul, mint például a vízben és a metilénben, de kis jelentőségű azok termikus tulajdonságaira nézve.
A para- és ortohidrogén közötti nem katalizált átalakulás a hőmérséklettel nő, így a gyorsan kondenzált H2 nagy mennyiségű, nagy energiájú orto formát tartalmaz, amely nagyon lassan para formává alakul. A kondenzált H2-ben lévő orto/para arány alapos megfontolást igényel a folyékony hidrogén előállításakor és tárolásakor: az orto-para átalakulás ugyanis exoterm folyamat, és elegendő hőt termel ahhoz, hogy elpárologtassa a folyékony hidrogén egy részét, így veszteséget okoz. Az orto-para átalakulás katalizátorait, úgymint vas(III)-oxid, aktív szén, platinázott azbeszt, ritkaföldfémek, uránvegyületek, króm(III)-oxid, illetve néhány nikkelvegyület, felhasználják a hidrogén hűtése közben.

### További fázisai

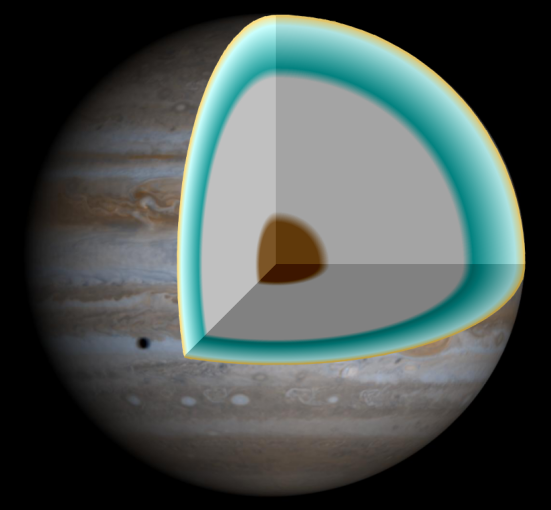
A Jupiterhez és a Szaturnuszhoz hasonló gázóriások nagy mennyiségben tartalmazhatnak fémes hidrogént (szürkével jelölve)

#### Fémes hidrogén
Egy 2016-os kutatásban 3,25 millió bar nyomással nyomtak össze hidrogént, ami ennek következtében halmazállapot-változáson ment keresztül. A hidrogén egy új, szilárd fázist vett fel, amit „V”-fázisnak neveztek. Ebben az állapotban a hidrogénmolekulák külön atomokra bomlottak, és a hidrogénatomok elektronjai a fémekben lévő elektronokhoz hasonló tulajdonságokat kezdtek mutatni, azaz delokalizálódtak. A hidrogén ilyen átalakulását már 1935-ben megjósolták. A fémes hidrogén – feltételezések szerint – hatalmas mennyiségben van jelen a Jupiter, Szaturnusz, és néhány újonnan felfedezett exobolygó gravitáció által összenyomott belsejében. Továbbá azt is feltételezik, hogy akár szobahőmérsékletig (~290 K) is szupravezető.

#### Hidrogéniszap
A hidrogéniszap folyékony és szilárd halmazállapotú hidrogén elegye hármasponti hőmérsékleten. Alacsonyabb a hőmérséklete, de 16-20%-kal nagyobb a sűrűsége, mint a folyékony hidrogéné; ezért lehetséges jövőbeni rakéta-hajtóanyag. A hidrogéniszap alkalmazásával ugyanis csökkenne az űrhajók üzemanyagtartályának térfogata, és így a jármű üres tömege is.

### Vegyületei

#### Kovalens és szerves vegyületek
Habár a H2 standard körülmények között nem túlzottan reakcióképes, mégis a legtöbb elemmel vegyületeket képez. A hidrogén a nála nagyobb elektronegativitású elemekkel is alkothat vegyületeket, mint például a halogének (pl. F, Cl, Br, I), vagy az oxigén; ezekben a vegyületekben a hidrogén részlegesen pozitív töltésű. Amikor fluorhoz, oxigénhez, vagy nitrogénhez kötődik, a hidrogénatomok részt vehetnek egy közepes erősségű, nem kovalens kötés kialakításában, az úgynevezett hidrogénkötésben, amely sok biológiai molekula stabilitása szempontjából kulcsfontosságú. A hidrogén a kisebb elektronegativitású elemekkel – például a fémekkel, félfémekkel – is képez vegyületeket, ezekben részleges negatív töltést vesz fel. Ezeket a vegyületeket gyakran hidrideknek nevezik.
A hidrogénvegyületek hatalmas sokaságát képezi a szénnel, ezek az úgynevezett szénhidrogének, és még ennél is több, heteroatomot is tartalmazó szénvegyülete ismert. Ezeket – az élő dolgokkal való általános kapcsolatuk miatt – szerves vegyületeknek nevezik, tulajdonságaik vizsgálatának tudománya a szerves kémia, illetve ugyanez az élő szervezetek szempontjából a biokémia. Néhány definíció szerint, a „szerves” vegyületeknek elegendő csupán szenet tartalmazniuk. Azonban, a legtöbb közülük hidrogént is tartalmaz, és mivel ez a szén–hidrogén kötés az, amely az ebbe az osztályba tartozó vegyületek legtöbb különleges kémiai jellemzőjét adja, egyes meghatározások szerint a szén–hidrogén kötések szükségesek a „szerves” kémiához. Milliónyi szénhidrogén ismert, és ezek többnyire bonyolult, szintetikus úton állíthatók elő, amely eljárások ritkán tartalmaznak elemi hidrogént.

#### Hidridek
A hidrogén vegyületeit gyakran nevezik hidrideknek; a kifejezés használata meglehetősen tág értelmű. A „hidrid” kifejezés azt sugallja, hogy a H-atom negatív vagy anionos jellegű, amelyek jelölése H-, és akkor használjuk, amikor a hidrogén nála elektropozitívabb elemmel képez vegyületet. A hidrid anion létezését Gilbert N. Lewis vetette fel 1916-ban, az I. és II. főcsoport sószerű hidridjei számára, és Moers bizonyította 1920-ban lítium-hidrid (LiH) olvadékelektrolízisével, melynek során az anódon sztöchiometrikus mennyiségű hidrogén keletkezett. Figyelembe véve a hidrogén alacsony elektronegativitását, az I. és II. főcsoporton kívüli fémek esetében a kifejezés meglehetősen megtévesztő. A II. főcsoport hidridjei közül kivétel a BeH2, amely polimer. A lítium-alumínium-hidridben az AlH−4 anion az Al(III)-hoz erősen kötődő hidridionokból áll.
Habár majdnem mindegyik főcsoport elemeivel képezhetők hidridek, a vegyületek száma és lehetséges kombinációjuk nagyon változó, például ismert több mint száz biner borán-hidrid, de csak egy biner alumínium-hidrid. Biner indium-hidridet még nem azonosítottak, jóllehet nagyobb komplexek léteznek.
A szervetlen kémiában a hidridek hídligandumok szerepét tölthetik be két központi fémion között a koordinációs komplexekben. Ez a funkció különösen gyakori a 13. csoport elemei közt, különösen a boránok (bór-hidridek), az alumínium komplexek, valamint a karborán klaszterek esetében.

#### Protonok és savak
A hidrogén oxidációjakor az atomból eltávolítódik egy elektron, és H+-ion keletkezik, amely nem tartalmaz elektront, és atommagjában általában egy proton található. Ez az oka annak, hogy a hidrogéniont gyakran csak protonnak nevezik. A Brønsted–Lowry-elmélet szerint a savak protondonorok, míg a bázisok protonakceptorok.
A csupasz proton (H+) nem létezhet oldatban vagy ionos kristályban, mert erőteljesen vonzza más atomok vagy molekulák elektronjait. Leszámítva a magas hőmérsékleten előforduló plazmaállapotot, az ilyen protonokat nem lehet eltávolítani az atomok és molekulák elektronfelhőitől, ezért azok továbbra is kötődni fognak.

### Izotópjai

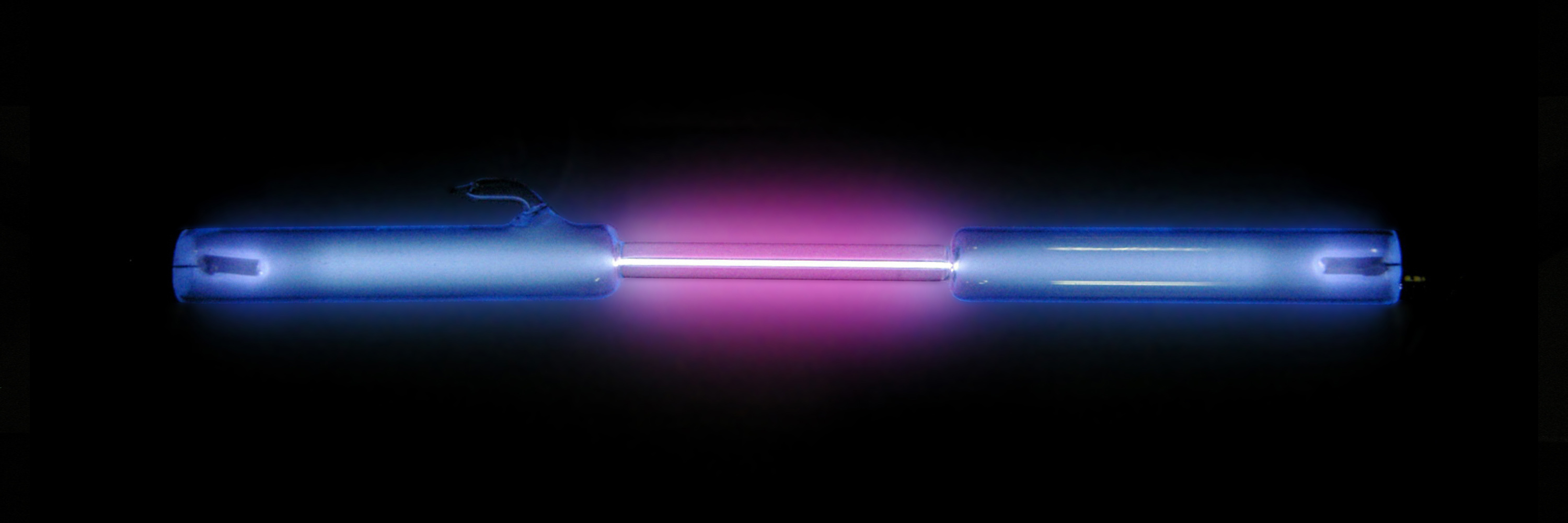
Hidrogén kisülési cső

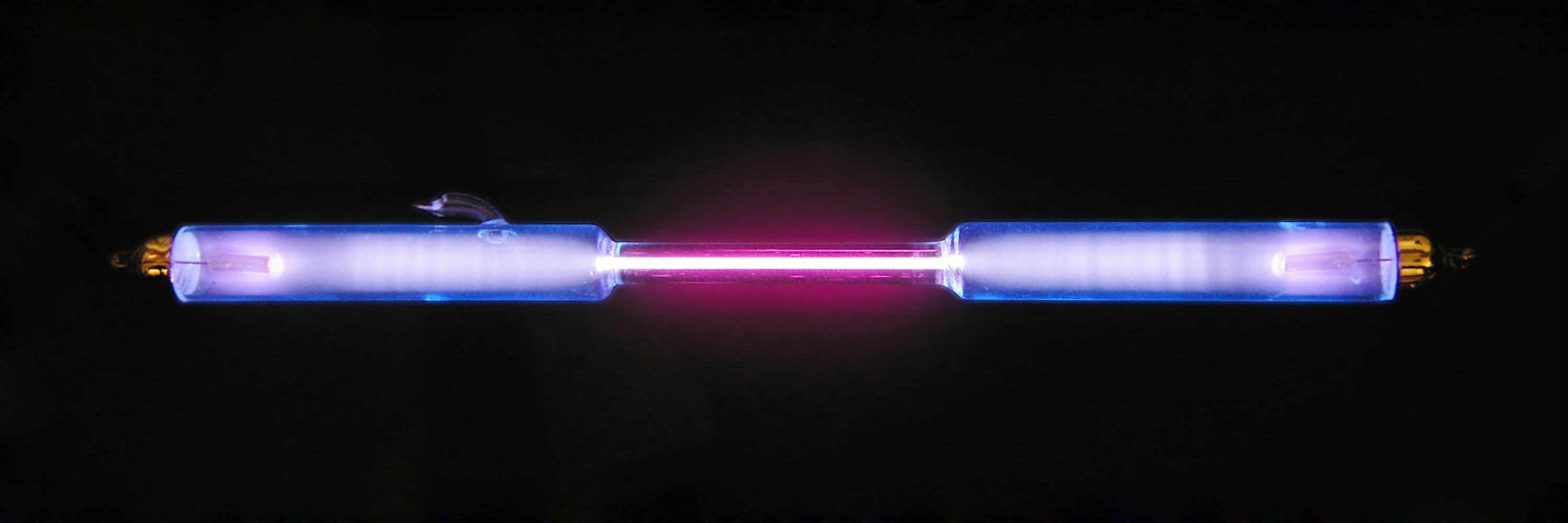
Deutérium kisülési cső

A prócium a hidrogén leggyakoribb izotópja, egy protonból és egy elektronból áll. Egyedülálló a stabil izotópok közt, mivel nincs neutronja (hogy miért nincs másik, arról bővebben lásd: diproton)

A hidrogénnek három természetes izotópja van; ezek jelölése 1H, 2H és 3H. Laboratóriumban egyéb, nagymértékben instabil hidrogénatommagokat (4H-től 7H-ig) is előállítottak már, de ezeket a természetben nem figyelték meg.
- 1H: a hidrogén leggyakoribb izotópja, természetes előfordulása több mint 99,98%. Az atommagja egyetlen protonból áll; innen származik a leíró, de ritkán használt neve, a prócium.[49]
- 2H: a hidrogén másik stabil izotópja, amely deutérium néven is ismert; a földi hidrogénminták 0,0184–0,0026 százalékát alkotja.[50] Magjában egy proton és egy neutron található. Azt gondolják, hogy lényegében a világegyetemben lévő összes deutérium az ősrobbanásban keletkezett, és azóta is megmaradt. A deutérium nem radioaktív, és nem képvisel jelentős toxicitási veszélyt sem. A normál hidrogén helyett deutériumot tartalmazó vízmolekulákban gazdag vizet nehézvíznek nevezik. A deutériumot és vegyületeit nem-radioaktív jelölőként használják a kémiai kísérletek során és az 1H-NMR spektroszkópiához alkalmazott oldószerekben.[51] A nehézvizet atomreaktorokban használják neutronmoderátorként és hűtőközegként. A deutérium mindemellett lehetséges üzemanyaga az erőművi magfúziónak.[52]
- 3H: másik nevén trícium, atommagjában két neutron és egy proton található. Radioaktív, béta-bomlás révén hélium-3-má alakul, felezési ideje 12,32 év.[46] Annyira radioaktív, hogy felhasználható világító festékként, így olyan helyen is alkalmazzák, mint például a karóra. Az üveg megakadályozza, hogy a kis mennyiségű sugárzás kijusson.[53] Kis mennyiségű trícium természetes módon keletkezik a kozmikus sugárzás és a légköri gázok kölcsönhatása révén, illetve trícium szabadult fel a nukleáris fegyverkísérletek során is.[54] A tríciumot alkalmazzák magfúziós reakciókban,[55] a geokémiában mint nyomjelző izotóp,[56] illetve speciális önmegvilágító berendezésekben.[57] Illetve kémiai és biológiai nyomjelzős kísérletekben mint radioaktív nyomjelző (radiolabel).[58]

A hidrogén az egyetlen olyan kémiai elem, amely izotópjainak saját elnevezése a mai napig használatban maradt. A radioaktivitás kutatásának kezdetén a különböző nehéz radioaktív izotópok egyedi neveket kaptak, de ezeket az elnevezéseket ma már a deutérium és a trícium kivételével nem használják. A deutériumot gyakran D, a tríciumot pedig gyakran T betűvel jelölik (a 2H illetve 3H helyett), de a próciumnak megfelelő P betű már használatban van a foszfor jelölésére, így ez nem alkalmazható. Az Elméleti és Alkalmazott Kémia Nemzetközi Uniójának (IUPAC) nevezéktani iránymutatója megengedi a D és T használatát, jóllehet a 2H illetve 3H szimbólumok használatát javasolja.

## Története

### Felfedezése és felhasználása

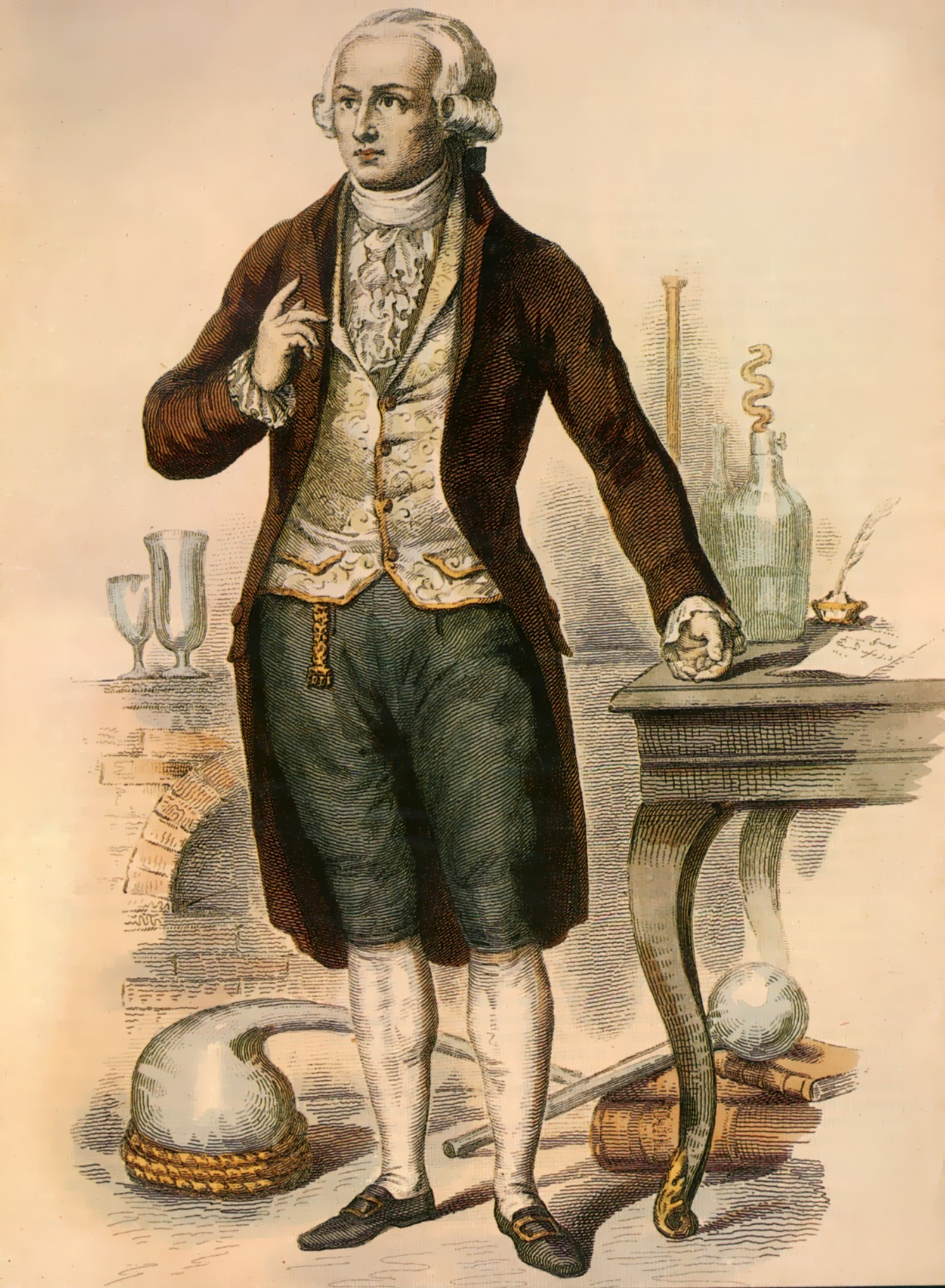
Antoine-Laurent de Lavoisier

A hidrogént Robert Boyle fedezte fel 1671-ben, és ő írta le azt a vasreszelék és híg savak közti reakciót, amely eredményeképpen hidrogéngáz keletkezett. 1766-ban Henry Cavendish elsőként fedezte fel, hogy a hidrogén önálló elem; majd a gázt a fém-sav reakció nyomán „tűzveszélyes levegőnek” nevezte el. Úgy gondolta, hogy ez a „tűzveszélyes levegő” valójában azonos a hipotetikus, flogiszton nevű anyaggal, és továbbá 1781-ben megállapította, hogy a gáz elégésekor vizet termel. Az elem felfedezését rendszerint neki tulajdonítják. A „vízképzőt” jelentő hidrogén nevet Antoine Lavoisier alkotta szóképzéssel a görög ὕδωρ (hüdór: víz) és a γεννώ (gennó: nemzeni) szavakból 1783-ban, amikor ő és Laplace reprodukálta Cavendish azon megállapítását, miszerint víz keletkezik, ha a hidrogén elég.
Lavoisier híres tömegmegmaradásra irányuló kísérleteihez a hidrogént úgy állította elő, hogy tűzzel izzásig hevített vascsövön keresztül reagáltatta a vízgőzt fém vassal. A vas vízben lévő protonok általi, magas hőmérsékletű anaerob oxidációját vázlatosan az alábbi reakciók szemléltetik:
{\displaystyle \mathrm {Fe\ +\ H_{2}O\ \rightarrow \ FeO\ +\ H_{2}} }
{\displaystyle \mathrm {2\ Fe\ +\ 3\ H_{2}O\ \rightarrow \ Fe_{2}O_{3}\ +\ 3\ H_{2}} }
{\displaystyle \mathrm {3\ Fe\ +\ 4\ H_{2}O\ \rightarrow \ Fe_{3}O_{4}\ +\ 4\ H_{2}} }
Számos fém – például a cirkónium – termel hidrogént hasonló vízzel való reakció során.
1800-ban Nicholson és Carlisle a vizet elektromos árammal hidrogénre és oxigénre bontotta. A hidrogént James Dewar cseppfolyósította az első alkalommal 1898-ban, regeneratív hűtés és saját találmánya, a termosz segítségével. A következő évben szilárd hidrogént készített. A deutériumot 1931-ben Harold Urey amerikai kémikus fedezte fel. 1934-ben pedig Ernest Rutherford, Mark Oliphant és Paul Harteck tríciumot készített. A nehézvizet, melyben a rendes hidrogén helyén deutérium található, Urey csapata fedezte fel 1932-ben. François Isaac de Rivaz építette meg az első hidrogén és oxigén keverékével működő belső égésű motort 1806-ban. Edward Daniel Clarke 1819-ben feltalálta a hidrogéngáz fúvócsövet. A Döbereiner-lámpát és a rivaldafényt 1823-ban találták fel.
Az első hidrogénnel töltött léggömböt Jacques Charles találta fel 1783-ban. A hidrogén biztosította az első megbízható légi jármű, az 1852-es Henri Giffard-féle léghajó felhajtóerejét. Ferdinand von Zeppelin német báró hidrogénnel feltöltött merev léghajók ötletét vetette fel; később ezek lettek a zeppelinek, első repülésükre 1900-ban került sor. A menetrendszerű közlekedés 1910-ben kezdődött, és az első világháború 1914. augusztusi kitöréséig 35 000 ember utazott rajtuk súlyosabb incidensek nélkül. A háború alatt a hidrogénnel töltött léghajókat megfigyelő platformokként és bombázásra használták.
Az első non-stop transzatlanti átkelésre a brit R34 léghajóval, 1919-ben került sor. A rendszeres személyszállítási szolgáltatás az 1920-as években folytatódott, és bár az Egyesült Államok héliumtartalékainak felfedezése a biztonság megnövekedését ígérte, az amerikai kormány nem volt hajlandó a gázt erre a célra eladni. Következésképpen H2-t használtak a Hindenburg zeppelinben is, amely 1937. május 6-án New Jersey felett a levegőben kigyulladt és elpusztult. Az incidenst élőben közvetítette a rádió, és filmre is vették. Széles körben elterjedt, hogy a tüzet a szivárgó hidrogén öngyulladása okozta, de a későbbi vizsgálatok rámutattak, hogy azt az alumínium-szövet borítás és a statikus elektromosság idézte elő. Mindenesetre a hidrogén hírneve a léghajózás terén teljesen odalett.
Ugyanebben az évben szolgálatba léptek az első hidrogén-hűtésű turbógenerátorok az Ohio állambeli Daytonban a Dayton Power & Light Co. vállalatnál, melyek gáz halmazállapotú hidrogént használtak hűtőközegként a forgórészben és az állórészben. A generátorban hűtés céljára sokkal előnyösebb levegő helyett a hidrogén alkalmazása, mert az jobban (gyorsabban) vezeti el a hőt a generátortól; csökkenti a zajt; és kisebb súrlódást okoz; ezáltal csökkenti a gép veszteségét.
Első ízben 1977-ben használtak nikkel-hidrogén akkumulátorokat az Egyesült Államok Haditengerészetének navigációs műholdján (NTS-2). Ilyen akkumulátorokkal van ellátva például az ISS, a Mars Odyssey,> és a Mars Global Surveyor is. Pályájának sötét részén a Hubble űrtávcsövet szintén nikkel-hidrogén akkumulátorok látták el árammal; ezeket végül 2009 májusában több mint 19 évvel a start után, 13 évvel a tervezett élettartam felett lecserélték.

### Szerepe a kvantumelméletben

A hidrogén emissziós színképe a látható tartományban. Ezek a Balmer-sorozat látható vonalai

Az egy protonból és egy elektronból álló viszonylag egyszerű atomszerkezete révén, a hidrogénatom illetve az általa elnyelt és kibocsátott fény volt a középpontja az atomszerkezeti elméletek fejlődésének. Ezenfelül a következésképpen egyszerű hidrogénmolekula, illetve H+2-kation tette lehetővé a kémiai kötés természetének teljesebb megértését, amely röviddel a hidrogénatom kvantummechanikai kezelésének 1920-as évekbeli kifejlődését követte.
Az egyik első explicit módon észlelt (de abban az időben még meg nem értett) kvantum hatás, egy hidrogént is magában foglaló Maxwell-megfigyelés volt; fél évszázaddal a teljes kvantummechanikai elmélet megszületése előtt. Maxwell megfigyelte, hogy a H2 fajlagos hőkapacitása szobahőmérséklet alatt rejtélyesen eltér a kétatomos gázokétól, és kriogén hőmérsékleten egyre inkább egyatomos gázokéra hasonlít. A kvantumelmélet szerint, ez a viselkedés a (kvantált) rotációs energiaszintek távolságából ered, amelyek különösen szélesek a hidrogénmolekulában, mert annak alacsony a tömege. Ezek az egymástól távol elhelyezkedő szintek az alacsony hőmérsékletű hidrogénben meggátolják a hőenergia azonos felosztását rotációs mozgássá. A nehezebb atomokból álló kétatomos gázok nem rendelkeznek ilyen széles távolságban lévő energiaszintekkel, és nem mutatják ugyanezt a hatást.

## Előfordulása

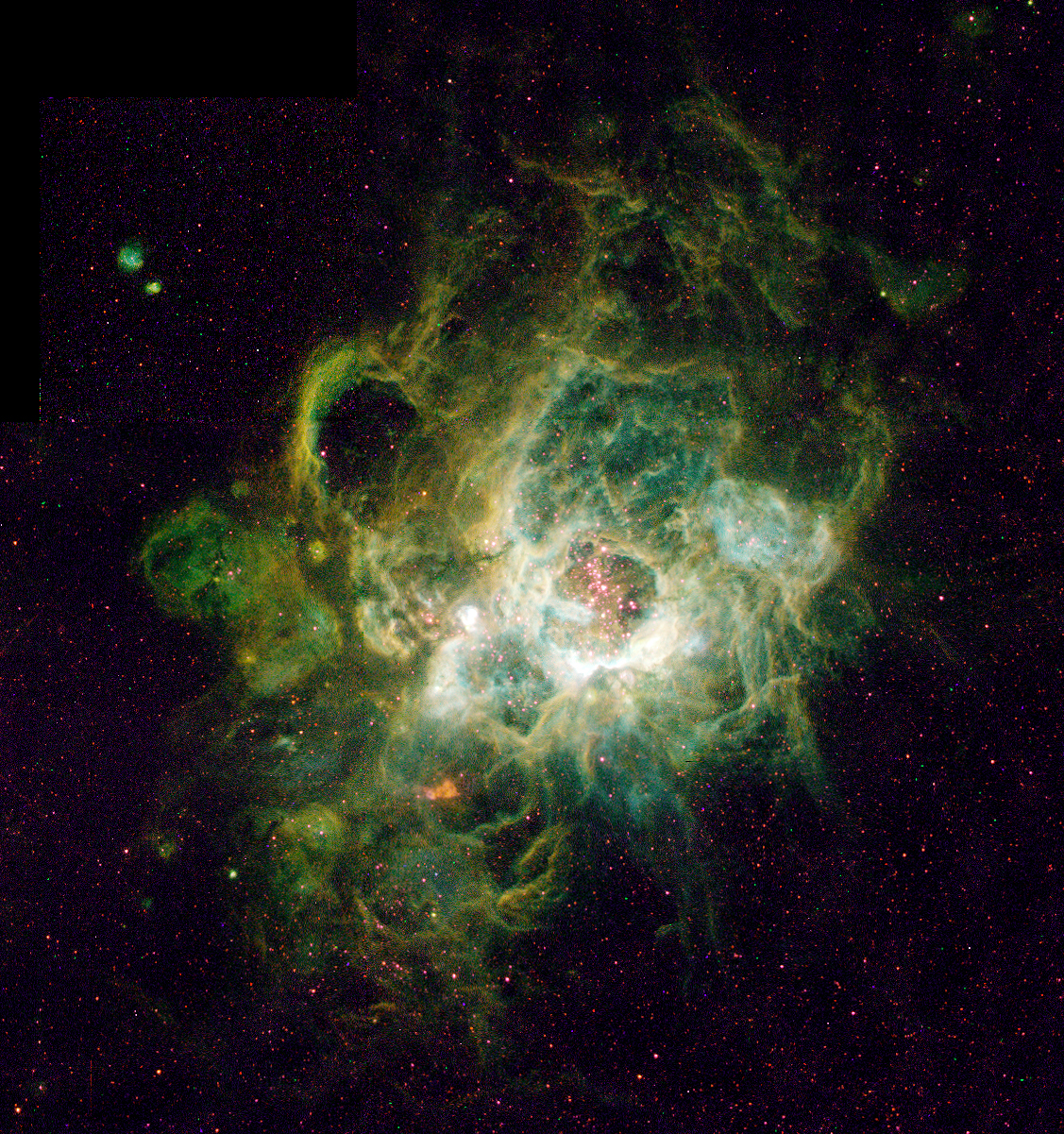
Az NGC 604, egy óriási ionizált hidrogénfelhő a Triangulum-galaxisban

A hidrogén – atomos formájában – a világegyetem leggyakoribb kémiai eleme, a normál anyag tömegének 75%-át, az atomok számának 90%-át alkotja (az univerzum tömegének legnagyobb része ugyanakkor nem kémiai elem típusú anyag, feltételezések szerint a tömeg még nem észlelhető formájában – mint sötét anyag és sötét energia – van jelen). Ez az elem nagy mennyiségben található meg a csillagokban és a gázóriásokban. A H2 molekulafelhők a csillagkeletkezéssel hozhatók összefüggésbe. A hidrogén létfontosságú szerepet játszik a csillagok energiaellátásában a proton-proton ciklus és CNO-ciklus magfúziója révén.
Az egész világegyetemben a hidrogén többnyire atomos és plazmaállapotban található meg, amelyek tulajdonságai meglehetősen eltérnek a molekuláris hidrogénétől. Plazmaállapotban a hidrogén elektronja és protonja nem kapcsolódik össze, ez igen magas elektromos vezetőképességet és magas emissziót (ez adja a Nap és más csillagok fényét) eredményez. A töltött részecskéket a mágneses és elektromos mezők erősen befolyásolják. Például a napszélben kölcsönhatásba lépnek a Föld magnetoszférájával, előidézve a Birkeland-áramokat és a sarki fényt. A hidrogén semleges atomi állapotban található meg a csillagközi anyagban. A csillapított Lyman-alfa rendszerekben található nagy mennyiségű semleges hidrogénről feltételezik, hogy uralja az univerzum kozmológiai barion sűrűségét, egészen z=4 vöröseltolódásig.
Szokásos körülmények között az elemi hidrogén a Földön kétatomos gázként fordul elő. Azonban kis tömege miatt – ami lehetővé teszi, hogy könnyebben elszökjön a földi gravitációból, mint a nehezebb gázok – a hidrogéngáz nagyon ritka a Föld légkörében (1 ppm). A hidrogén mindemellett a harmadik leggyakoribb elem a Föld felszínén; többnyire vegyületeiben fordul elő, mint például a szénhidrogének és a víz. Bizonyos baktériumok és algák is termelnek hidrogéngázt, illetve a bélgáz természetes összetevője, akárcsak a metán, amely maga is egyre növekvő jelentőségű hidrogénforrás.
A protonált molekuláris hidrogén (H+3) megtalálható a csillagközi anyagban, ahol molekuláris hidrogénből a kozmikus sugárzás ionizációjának hatására keletkezik. Ezt az iont a Jupiter bolygó felső légkörében is megfigyelték. A kis hőmérséklet és sűrűség következtében az ion az űrbéli környezetben viszonylag stabil. A H+3 az egyik legnagyobb mennyiségben előforduló ion a világegyetemben, és jelentős szerepet játszik a csillagközi anyagok kémiájában. A semleges háromatomos hidrogén (H3) csak gerjesztett formában létezhet; és ezért instabil. A dihidrogén kation (H+2) bár előfordul a világűrben, de igen ritkán.

## Előállítása
A hidrogént előállítják kémiai és biológiai laboratóriumokban, gyakran egyéb reakciók melléktermékeként; illetve az iparban a telítetlen szubsztrátok hidrogénezésére.

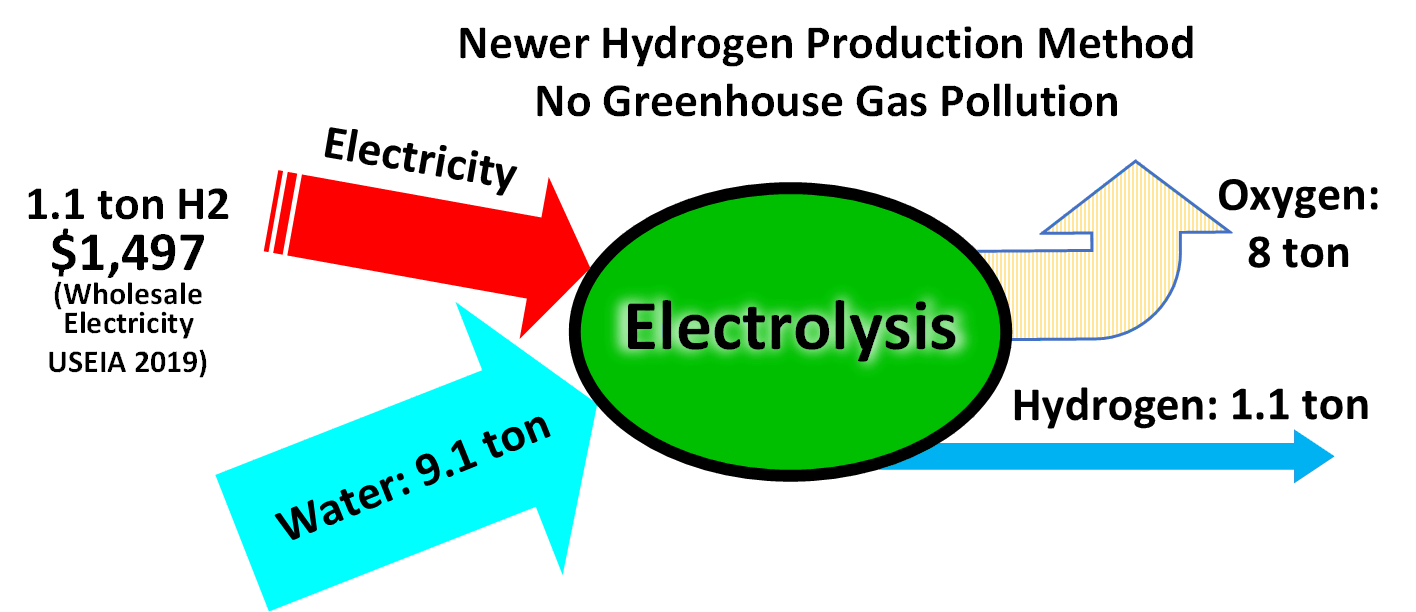
Hidrogén előállítása elektrolízissel (folyamatábra)

### Laboratóriumban
Laboratóriumban a H2-t rendszerint híg, nem oxidáló savak és bizonyos reakcióképes fémek – mint például sósav és cink – reagáltatásával állítják elő a Kipp-készülékben.
{\displaystyle \mathrm {Zn\ +\ 2\ HCl\ \rightarrow \ ZnCl_{2}\ +\ H_{2}} }
Alumínium bázisokkal való reakciója is hidrogént eredményez:
{\displaystyle \mathrm {2\ Al\ +\ 6\ H_{2}O\ +\ 2\ OH^{-}\ \rightarrow \ 2\ Al\left(OH\right)_{4}^{-}\ +\ 3\ H_{2}} }
Előállítható alkálifémek és víz reakciójával:
{\displaystyle \mathrm {2\ Na\ +\ 2\ H_{2}O\ \rightarrow \ 2\ NaOH\ +\ H_{2}} }
A fenti reakció nagyon heves, ezért azt le kell lassítani (például az alkálifémet amalgám formában, vagy víz helyett a kevésbé aktív etanolt használva).
A hidrogén előállításának egyszerű módja a víz elektrolízise. A vízbe alacsony feszültségű áramot vezetve, oxigéngáz képződik az anódon, illetve ezzel egyidejűleg hidrogéngáz képződik a katódon. Tárolás céljára előállított hidrogéngáz esetén a katód jellemzően platinából, vagy más inert fémből készül. Ha azonban a gázt helyben elégetik, kívánatos, hogy a keletkezett oxigén segítse az égést, és így akár mindkét elektróda inert fémekből készülhet. (A vas például oxidálódik, és így csökkenti a felhasználható oxigén mennyiségét). Az eljárás elméleti maximális hatásfoka (az előállított hidrogén energetikai értéke szemben a felhasznált villamos energiával) valahol a 80–94% tartományban van.
{\displaystyle \mathrm {2\ H_{2}O\left(f\right)\ \rightarrow \ 2\ H_{2}\left(g\right)\ +\ O_{2}\left(g\right)} }
2007-ben felfedezték, hogy egy alumínium-gallium ötvözetet pellet formában vízhez adva, azt hidrogén előállítására lehetne felhasználni. Az eljárás ugyan alumínium-oxidot is létrehoz; de a drága gallium, amely megakadályozza az oxidréteg kialakulását a pelleten, újrafelhasználható. Ez jelentős következményekkel járhat egy hidrogénalapú gazdaságra nézve; például a hidrogén a helyszínen előállítható, és nem kell szállítani.

### Iparban
A hidrogén több különböző módon állítható elő, de gazdasági szempontból a legfontosabb eljárások a szénhidrogénekből nyerik ki a hidrogént. A kereskedelmi ömlesztett hidrogéngázt általában földgáz gőzreformálásával termelik. Magas hőmérsékleten (1000–1400 K, 700–1100 °C) a vízgőz (vízpára) reagál a metánnal, így szén-monoxid és dihidrogén keletkezik:
{\displaystyle \mathrm {CH_{4}\ +\ H_{2}O\ \rightarrow \ CO\ +\ 3\ H_{2}} }
Ezt a reakciót kis nyomáson kedvező elvégezni, de nagy nyomáson (2 MPa, 20 atm) is lefolytatják. Ennek az az oka, hogy a nagynyomású H2 a leginkább piacképes termék, és a nyomásváltoztatásos adszorpciós (pressure swing adsorption – PSA) tisztító rendszerek is jobban működnek nagyobb nyomáson. A keletkezett gázkeverék az úgynevezett „szintézisgáz”, mert gyakran közvetlenül használják fel metanol és hasonló vegyületek előállításához. A metán kivételével a szénhidrogének is felhasználhatóak a szintézisgáz előállítására; változó termelékenységgel. Ezen magasan optimalizált technológia sok komplikációjának egyike a koksz vagy szén képződése:
{\displaystyle \mathrm {CH_{4}\ \rightarrow \ C\ +\ 2\ H_{2}} }
Következésképpen, a gőzreformálás jellemzően H2O-feleslegben megy végbe. További hidrogén nyerhető ki a gőzből szén-monoxid felhasználásával, a víz-gáz eltolási reakción (WGS) keresztül, különösen vas-oxid katalizátor jelenlétében. Ez a reakció emellett egy gyakori, ipari szén-dioxid forrás:
{\displaystyle \mathrm {CO\ +\ H_{2}O\ \rightarrow \ CO_{2}\ +\ H_{2}} }
Egyéb fontos H2-termelő eljárás például a szénhidrogének részleges oxidációja;
{\displaystyle \mathrm {2\ CH_{4}\ +\ O_{2}\ \rightarrow \ 2\ CO\ +\ 4\ H_{2}} }
és a vízgáz-reakció, amely a fenti eltolási reakciót előzheti meg:
{\displaystyle \mathrm {C\ +\ H_{2}O\ \rightarrow \ CO\ +\ H_{2}} }
A hidrogént néha ugyanabban az ipari folyamatban állítják elő és használják fel anélkül, hogy elkülönítenék. Az ammóniát előállító Haber–Bosch-eljárásban a hidrogén földgázból keletkezik. Telített sósvíz klórtermelő elektrolízisének mellékterméke is hidrogén.

### Termokémiailag
Több mint kétszáz termokémiai ciklus létezik, amely vízbontásra használható; és körülbelül egy tucat ilyen ciklus – például a vas-oxid ciklus; cink cink-oxid ciklus; cérium(IV)-oxid cérium(III)-oxid ciklus; kén-jód ciklus, réz-klór ciklus és a hibrid kénciklus – áll kutatás és tesztelés alatt, hogy vízből és hőből elektromosság nélkül állítson elő hidrogént és oxigént. Számos laboratórium (többek között Franciaországban, Németországban, Görögországban, Japánban, valamint az Egyesült Államokban) fejleszt termokémiai módszereket a hidrogén előállítására, napenergia és víz felhasználásával.

### Anaerob korrózióval
Anaerob körülmények között, a vas- és acélötvözeteket a víz protonjai lassan oxidálják. A vas anaerob korróziója először vas(II)-hidroxid (zöld rozsda) kialakulásához vezet, és az alábbi reakció írja le:
{\displaystyle \mathrm {Fe\ +\ 2\ H_{2}O\ \rightarrow \ Fe\left(OH\right)_{2}\ +\ H_{2}} }
Anaerob körülmények között viszont, a vas(II)-hidroxidot (Fe(OH)2) a víz protonjai magnetitté és molekuláris hidrogénné oxidálhatják. Ezt a folyamatot a Schikorr-reakció írja le:
{\displaystyle \mathrm {3\ Fe\left(OH\right)_{2}\ \rightarrow \ Fe_{3}O_{4}\ +\ 2\ H_{2}O\ +\ H_{2}} }
A jól kristályosodott magnetit (Fe3O4) termodinamikailag stabilabb, mint a vas(II)-hidroxid (Fe(OH)2). Ez a folyamat a vas és acél anaerob korróziója során történik, az oxigénmentes talajvizekben és a talajvízszint alatti redukáló talajokban.

### Geológiailag
A Föld légkörében található oxigéntől (O2) elzárva, mélygeológiai viszonyok között hidrogén (H2) keletkezik a szerpentinesedés során, a fayalit (Fe2SiO4, az olivin sorozat utolsó, vasban gazdag tagja) kristályrácsában lévő vas (Fe2+) szilikátok, vízben lévő protonok (H+) általi anaerob oxidációja révén. A megfelelő, magnetit (Fe3O4), kvarc (SiO2) és hidrogén (H2) létrejöttéhez vezető reakció a következő:
{\displaystyle \mathrm {3\ Fe_{2}SiO_{4}\ +\ 2\ H_{2}O\ \rightarrow \ 2\ Fe_{3}O_{4}\ +\ 3\ SiO_{2}\ +\ 3\ H_{2}} }
Ez a reakció hasonlít a Schikorr-reakcióban megfigyelt, vízzel érintkező vas(II)-hidroxid anaerob oxidációjára.

### Transzformátorokban
A nagy teljesítményű transzformátorok egy részét ásványolajjal hűtik. Ezek meghibásodása esetén gázok képződhetnek, melyek közül a hidrogén a leggyakoribb; ezért a hidrogén képződése a transzformátorban súlyos problémák korai előjele.

## Felhasználása

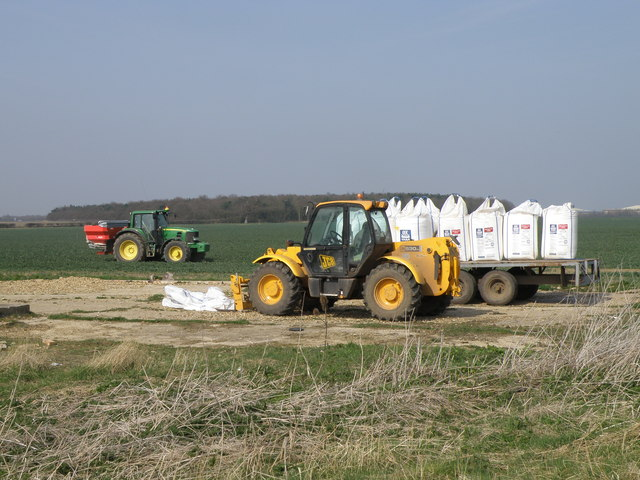
Olajrepce műtrágyázása

### Folyamatok
A kőolaj- és vegyiparnak nagy mennyiségű H2-re van szüksége. A H2 legnagyobb alkalmazási területe a fosszilis tüzelőanyagok feldolgozása és az ammóniatermelés. A petrolkémiai üzem legfontosabb hidrogénfogyasztó folyamatai a hidrodealkilezés, a hidrodeszulfurizáció és a hidrokrakkolás. Ezenkívül számos más felhasználási területe van, ezek egyike a hidrogénezés; különösen a telítetlen olajok és zsírok (melyek megtalálhatóak például a margarinban) telítettségének növelésekor, illetve a metanol előállításakor. A sósav előállításakor közvetlenül hidrogénforrásként hasznosítják, illetőleg felhasználják ércek redukálószereként.
A hidrogén sok ritkaföldfémben és átmenetifémben jól oldódik, és egyaránt oldódik nanokristályos fémekben és fémüvegben is. A hidrogén fémekben való oldhatóságára befolyással vannak a kristályrácsban lévő szennyezőanyagok, illetve a helyi torzulások. Ezek a tulajdonságok akkor lehetnek hasznosnak, ha a hidrogént forró palládiumlemezeken átvezetve tisztítják; de a gáz magas oldhatósága kohászati probléma, mert sok fémet rideggé tesz, illetve megbonyolítja a csővezetékek és a tartályok, de más gyártmányok tervezését is.
Eltekintve a reagensként való használatától, a H2-t széles körben alkalmazzák a fizika és a mérnöki tudományok területén. Védőgázként használják fel egyes fémek hevítésekor (például volfrám), valamint különböző hegesztési eljárásokban, mint például az atomos hidrogén hegesztésben (AHW). A hidrogént felhasználják az erőművekben, az elektromos generátorok forgórészének hűtésére, mert a hővezetési tényezője az összes létező gáz közül a legnagyobb. A folyékony hidrogént felhasználják kriogén kutatásokban, beleértve a szupravezetőképességét vizsgáló tanulmányokat is. Mivel a hidrogéngáz sűrűsége a levegő 1⁄15-e, ezért könnyebb a levegőnél, így korábban léghajók és léggömbök töltőgázaként használták fel.
Napjainkban a tiszta, illetve a nitrogénnel kevert hidrogént (úgynevezett formálógáz) nyomjelző gázként használják szivárgások detektálására. Az alkalmazásai megtalálhatók az autóipar, a vegyipar, a villamosenergia-termelés, az űrkutatás és a távközlés területén. A hidrogén engedélyezett élelmiszer-adalékanyag (E949), lehetővé teszi az élelmiszer-csomagolások szivárgáspróbáját, illetve antioxidáns tulajdonságokkal bír.
A hidrogén ritkább izotópjainak mindegyike egyedi alkalmazással rendelkezik. A deutériumot (hidrogén-2) felhasználják a fúziós erőművekben; illetve az urán hasadóanyagú CANDU reaktorokban moderátorként (neutron lassításra) alkalmazzák. A deutériumvegyületek alkalmazási területei a kémiai és biológiai vizsgálatok, a kinetikus izotóp hatás tanulmányozása. A tríciumot (hidrogén-3) atomreaktorokban termelik, felhasználják a hidrogénbomba gyártásához, a biotudományokban izotópos címkézéshez, illetve mint sugárzó forrás a világító festékekben.
Az egyensúlyi hidrogén hármaspontjának hőmérséklete meghatározott fix pont az ITS-90 hőmérsékleti skálán; értéke 13,8033 K.

### Hűtőközegként
A hidrogéngázt gyakran alkalmazzák erőművek elektromos generátoraiban a hagyományos léghűtés helyett, mivel számos előnyös tulajdonsága van, amelyek a közvetlen eredményei annak, hogy könnyű, kétatomos molekula. Ezek közé tartozik az alacsony sűrűség és kis viszkozitás, illetve, hogy az összes gáz közül a legmagasabb a fajlagos hőkapacitása és hővezetési tényezője.

### Energiahordozóként
A hidrogén nem energiaforrás; eltekintve a deutériummal vagy tríciummal működő kereskedelmi magfúziós erőművektől, amelyek technológiája jelenleg is fejlesztés alatt áll. A Nap energiája is a hidrogén fúziójából származik, de ezen folyamat szabályozható megvalósítása földi körülmények között nehéz feladat. A szoláris, biológiai, vagy elektromos forrásból származó elemi hidrogén előállítása több energiát igényel, mint amennyi az elégetésével nyerhető, így ezekben az esetekben a hidrogén energiatárolóként, ill. energiahordozóként funkcionál; akárcsak egy akkumulátor vagy a folyékony szénhidrogének. A hidrogén fosszilis forrásokból (mint például a metán) is előállítható, de ezek a források nem fenntarthatók.
A folyékony hidrogén és a sűrített hidrogéngáz egységnyi térfogatra vett energiasűrűsége bármely megvalósítható nyomáson lényegesen kisebb, mint a hagyományos üzemanyagforrásoké; jóllehet az egységnyi tömegre vett energiasűrűsége jóval nagyobb. Mindazonáltal, az elemi hidrogént már széles körben tárgyalják, mint egy gazdaság-szintű, lehetséges jövőbeli energiahordozót. Például a CO2-megkötés, amelyet a szén-dioxid-leválasztás és -tárolás követ, elvégezhető lenne azon a ponton, amikor a H2 előállítható fosszilis tüzelőanyagokból. A közlekedésben használt hidrogén elégése viszonylag tiszta; némi NOx-kibocsátással, de szén-dioxid-kibocsátás nélkül megy végbe. Hasonlóan a hidrogén és nitrogén vegyülete, az ammónia is elégethető belső égésű motorokban, azonban szintén NOx képződés mellett. Az infrastruktúra hidrogénalapú gazdaságra való teljes átalakításának költsége azonban jelentős.

#### Üzemanyagcellákban
Energiahordozóként legtisztább módon üzemanyagcella (tüzelőanyag-cella) alkalmazásával használható fel, amelyben folyamatos hidrogénellátás mellett szünetmentes elektromos áram nyerhető ki belőle. Ezzel részben helyettesíthető például az elektromos hajtású járművek akkumulátora.

### Félvezetőiparban
A hidrogént felhasználják az amorf szilícium és amorf szén szabad kötéseinek telítésére, így stabilizálva az anyagi tulajdonságokat. Emellett a különböző oxidokban – beleértve: ZnO, SnO2, CdO, MgO, ZrO2, HfO2, La2O3, Y2O3, TiO2, SrTiO3, LaAlO3, SiO2, Al2O3, ZrSiO4, HfSiO4 és SrZrO3 – potenciális elektrondonor.

## Biológiai szerepe
A különféle mikroorganizmusok anaerob anyagcseréjük során végtermékként hidrogént állítanak elő, általában vas- vagy nikkeltartalmú enzimek (úgynevezett hidrogenázok) által katalizált reakciókon keresztül. Ezek az enzimek a H2 és az azt alkotó két-két proton és elektron közti reverzibilis redoxi-reakciót katalizálják. A hidrogéngáz a piruvát vízzé történő fermentációja során keletkező redukáló komponensek szállításakor jön létre.
A vízbontás, melynek során a víz összetevőire – protonokra, elektronokra és oxigénre – bomlik, minden fotoszintetizáló szervezetben lejátszódik a fényszakasz során. Néhány ilyen szervezet, köztük a Chlamydomonas reinhardtii algák és a cianobaktériumok kifejlesztettek egy második lépést, a sötétszakaszt, melyben a kloroplasztiszban lévő specializált hidrogenázok redukálják a protonokat és elektronokat, így képezve H2-gázt. Erőfeszítések történtek annak érdekében, hogy a géntechnológiával módosított cianobaktérium hidrogenázok hatékonyan szintetizálják a H2-gázt oxigén jelenlétében is. Hasonló erőfeszítéseket algákkal is végeztek bioreaktorokban.

## Biztonság
A hidrogén az emberi biztonságra nézve veszélyes anyag, levegővel keveredve potenciálisan tűz- és robbanásveszélyes; míg tiszta, oxigénmentes formában fulladást okozhat. Ezen túlmenően, a folyékony hidrogén kriogén anyag, ennek megfelelően a nagyon hideg folyadékokkal kapcsolatos veszélyeket rejti magában (mint például a fagyási sérülés). A hidrogén számos fémben oldódik, és azon túlmenően, hogy elszivárog, kedvezőtlen hatással lehet rájuk; ilyen hatás például a hidrogén-elridegedés, amely repedésekhez és robbanáshoz vezethet. A külső légtérbe kiszivárgó hidrogéngáz spontán meggyulladhat. Továbbá a hidrogénlángok amellett, hogy nagyon forróak, szinte láthatatlanok, és így véletlen égési sérülésekhez vezethetnek.
Még a hidrogén adatainak (beleértve a biztonsági adatlapot is) értelmezését is számos jelenség torzítja el. A hidrogén számos fizikai és kémiai tulajdonsága a parahidrogén/ortohidrogén arány függvénye (napokig vagy hetekig is eltart, míg egy adott hőmérsékleten eléri a egyensúlyi arányt, amelyre az adatokat általában megadják). A hidrogén detonációs paraméterei, mint például a kritikus detonációs nyomás és hőmérséklet, erősen függenek a tartály geometriájától.
A hidrogén a tárolóedény falának legkisebb repedésén keresztül is átszivárog. Az olyan tartályok, amelyek más anyagok számára gáztömör tárolást képesek biztosítani, a hidrogén számára nem biztos, hogy megfelelnek.

## Fordítás
Ez a szócikk részben vagy egészben  a   Hydrogen című angol Wikipédia-szócikk fordításán alapul.  Az eredeti cikk szerkesztőit annak laptörténete sorolja fel. Ez a jelzés csupán a megfogalmazás eredetét és a szerzői jogokat jelzi, nem szolgál a cikkben szereplő információk forrásmegjelöléseként.